# مستشفيات جامعة الزقازيق
مستشفيات جامعة الزقازيق هو مجموعة من المستشفيات التابعة لكلية طب جامعة الزقازيق. كان «مستشفى النبوي المهندس» (التابع لوزارة الصحة، والذي كان قد افتتح في مايو 1970) نواة لمستشفيات جامعة الزقازيق.

## التاريخ
أنشئت الأقسام الأساسية بكلية طب الزقازيق ومستشفاها الجامعي تحت إشراف الأقسام المناظرة بكلية طب جامعة عين شمس، ثم فصلت كلية طب الزقازيق عن كلية طب عين شمس سنة 1974. وبلغ مجموع الأطباء عند إنشاء الكلية 17 طبيباً وبلغ مجموع هيئة التمريض ضعف هذا العدد، وبلغ عدد الأسرة 320 سريراً. وكان لكل من الأقسام الجراحية الست غرفة عمليات بها طاولتي عمليات بالإضافة إلى ستة أسرة للإفاقة ملحقة بالعمليات الجراحية.
قبيل حرب أكتوبر 1973 جري ـ في سرية ـ إعداد المستشفى الجامعي بالزقازيق كمستشفى ميداني، إذ تحول المستشفى إلى مستشفى تعبوي (طوارئ عمليات عسكرية)، وأصبح بالمستشفى تشوين طبي من أدوية ومستلزمات، وتشوين ميداني من أسرة احتياطية وملابس، وتكديس ميداني تابع للقوات المسلحة، وزودت الأقسام الجراحية بأطقم جراحية مساعدة من أعضاء هيئة التدريس بالجامعات الأخرى، كما أعد المستشفى تعبئة كاملة بطاقة 800 إلى 900 سرير عند الضرورة، وتطلب الأمر تعيين قائد اتصال عسكري برتبة مقدم مزاملاً للمديرالمدني لمستشفى الزقازيق الجامعي، وقد استقبل المستشفي الجامعي بالزقازيق 4300 مصاب عمليات عسكرية اعتباراً من مساء السادس من أكتوبر وعلى مدى 12 يوماً تالية.

## المستشفيات
تنقسم مستشفيات جامعة الزقازيق حالياً إلى عدة مستشفيات منفصلة تختص كل منها بتخصص طبي أو تخصصات طبية ذات صلة ببعضها البعض، وهي:

### مستشفى الطوارئ
- مستشفي الطوارئ بالزقازيق على مساحة تقارب 6000 متر مربع وبتكلفة تم تقدر بـ مليار و200 مليون جنيه وتضم 250 سريرا و80 سرير عناية مركزة و13 غرفة عمليات.[2]

### مستشفى الجراحة
- يضم أقسام الجراحة العامة وفروعها، وجراحة العظام، وجراحة المسالة البولية، وجراحة أمراض النساء والتوليد، وجراحة الأنف والأذن والحنجرة، وجراحة المخ والأعصاب.

### مستشفى العاشر من رمضان الجامعي
- بتكلفة مالية تقدر بمليار جنيه مقسمة إلى (500 مليون جنيه إنشاءات، 500 مليون جنيه تجهيزات) ومكون من مبني رئيسي مقام على مساحة 5000م2 ويضم 6أدوار (دور أرضي، 5 أدوار علوي) بسعة 200 سرير(110 سرير إقامة، 90 سرير عناية وحضانة) ويشمل أقسام (الأشعة، الطوارئ، المعامل، العيادات الخارجية، غسيل كلوى، ولادة طبيعية، مناظير باطنة وجراحية، رعاية مركزة، رعاية مركزة أطفال).[3]

- المستشفى يضم المبنى التعليمي المقام علي مساحة 1500م2 ومكون من دورين وبقدرة استيعابية تقدر بعدد 500 طالب، بالإضافة إلي المسجد المقام على مساحة 175م2 وعدد من المباني الخدمية الأخرى.[4]

### مستشفى الأمراض الباطنة
بدأت عمليات القلب المفتوح بمستشفيات جامعة الزقازيق في 23 نوفمبر 1994، ويوجد بمستشفيات جامعة الزقازيق مركز لجراحة اليد والجراحات الميكروسكوبية به معمل لتدريب الجراحين على تقنيات الجراحة الميكروسكوبية.